# エンドソーム

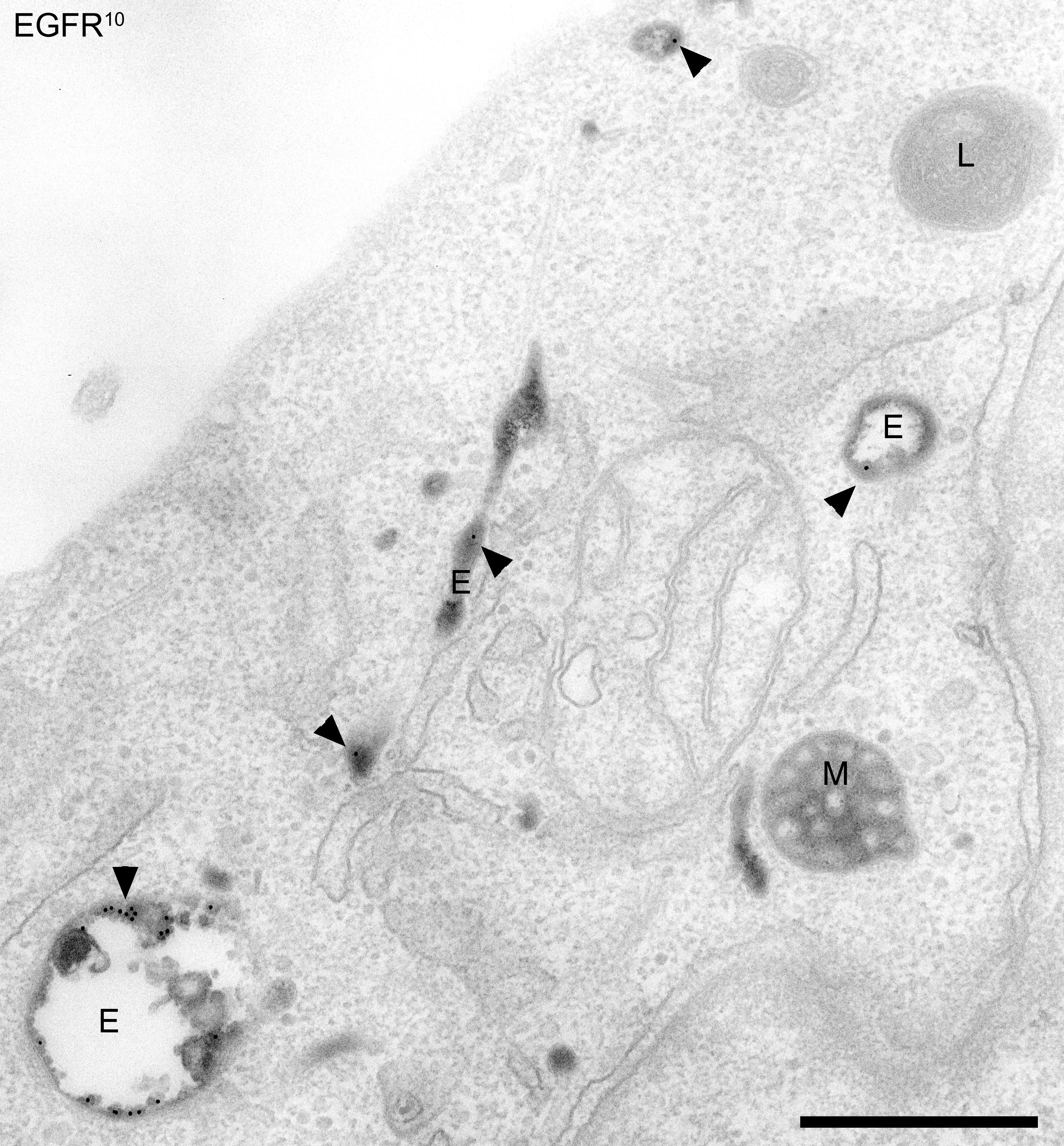
ヒトHeLa細胞のエンドソームの電子顕微鏡画像。初期エンドソーム（E）、後期エンドソーム/多胞体（M）、リソソーム（L）が示されている。バー=500 nm。

エンドソーム（英: endosome）は、真核細胞に存在する、細胞内のさまざまな物質の選別のための細胞小器官の総称である。エンドソームでは、エンドサイトーシスによる細胞膜からの取り込み（インターナリゼーション）が行われた分子やリガンドを分解のためにリソソームへ送るか、細胞膜へ返送して再利用するかの選別が行われる。またトランスゴルジ網からエンドソームへの輸送においては、リソソームへの輸送を継続するか、ゴルジ体へ返送するかの選別が行われる。
エンドソームは、初期エンドソーム（early endosome、選別エンドソーム [sorting endosome] とも呼ばれる）、後期エンドソーム（late endosome）、リサイクリングエンドソーム（回収エンドソーム、recycling endosome）に分類される。エンドソームは細胞内膜系における主要な選別区画となっている。

## 機能
エンドソームは、分解を担うリソソームへ到達する前に物質を選別する場となっている。一例として、低密度リポタンパク質（LDL）は、細胞表面のLDL受容体へ結合することで細胞内へ取り込まれる。初期エンドソームに到達するとLDLは受容体から解離し、受容体は細胞表面へ返送される。LDLはエンドソーム内にとどまり、プロセシングのためにリソソームへ送達される。LDLの解離は初期エンドソームがわずかに酸性環境であるために生じ、その環境は膜のプロトンポンプであるV-ATPaseによって形成されている。一方、上皮成長因子（EGF）とEGF受容体も同様の機構でエンドソームへ移行するものの、両者の結合はpH変化の影響を受けず、分解のためにリソソームへ送達されるまで維持される。

## 種類
エンドソームには、初期エンドソーム、後期エンドソーム、リサイクリングエンドソームの3種類が存在する。これらはエンドサイトーシスされた物質が到達するまでの時間、Rabなどのマーカーによって区別されている。また、これらは形態も異なる。エンドサイトーシス小胞から被覆が除去されると、初期エンドソームと融合する。初期エンドソームは後期エンドソームへ成熟し、その後リソソームと融合する。
初期エンドソームから後期エンドソームへの成熟にはいくつかの方法がある。この成熟過程では、主にV-ATPaseの活性によって次第に内部の酸性度が高まる。リソソームへ送られず回収される分子の多くは初期エンドソームの小管状の領域へ濃縮され、除去される。こうした小管が回収経路によって失われるため、後期エンドソームには小管構造はほとんど存在していない。また、初期エンドソームは同種間の融合によってより大きな小胞となる。分解される分子は周囲の膜からエンドソーム内腔へ出芽する小さな小胞内へ選別され、小胞内小胞（intraluminal vesicle）が形成される。その結果、後期エンドソームは多くの小胞を含む外観となり、そのため多胞体（multivesicular body、multivesicular endosome）とも呼ばれる。トランスフェリン受容体やマンノース-6-リン酸受容体など回収される分子の除去はこの期間も継続し、おそらくエンドソームからの出芽によって除去が行われている。最終的に、エンドソームはRAB5Aを喪失してRAB7Aを獲得し、リソソームとの融合が可能な状態となる。
後期エンドソームとリソソームの融合によって、これら2つの区画の中間的な特徴を有するハイブリッド区画が形成されることが示されている。一例として、リソソームは後期エンドソームよりも高密度であるが、ハイブリッド区画ではこれらの中間的な密度となる。その後、リソソームは正常な高い密度へ再濃縮されることで再形成されるが、その前により多くの後期エンドソームが融合してこれらとのハイブリッドが形成される可能性もある。
回収される物質の一部は初期エンドソームから細胞膜へ直接返送されるが、大部分はリサイクリングエンドソームを介して輸送される。
- 初期エンドソームは、動的な小管-小胞ネットワーク（小胞の直径は最大で1 μm、小管の直径は約50 nm）から構成される。マーカーとしては、RAB5A、RAB4（英語版）、トランスフェリンおよびトランスフェリン受容体、EEA1（英語版）などが利用される。
- 後期エンドソームは主に球形で小管構造を欠き、密に詰め込まれた小胞内小胞が多く含まれている。マーカーとしてはRAB7、RAB9（英語版）、マンノース-6-リン酸受容体が利用される[10]。加えて、後期エンドソーム（とリソソーム）には固有の特殊な脂質であるリゾビスホスファチジン酸（英語版）（LBPA、ビスモノアシルグルセロールリン酸 [bis(monoacylglycero)phosphate, BMP] とも呼ばれる）が含まれており、これは他のどの細胞小器官の膜にもみられない[11][12]。
- リサイクリングエンドソームは微小管形成中心付近に濃縮されており、主に小管のネットワークから構成される。マーカーとしてはRAB11（英語版）が利用される[13]。

極性を有する細胞やマクロファージなど特殊な細胞には、より多くの種類が存在する。
ファゴソーム、マクロピノソーム、オートファゴソームもエンドソームと同様の形で成熟し、また成熟のために正常なエンドソームとの融合を必要とする可能性がある。一部の細胞内寄生虫は、RAB7の獲得の阻害といった機構によって、この過程を妨げる。
後期エンドソームはendocytic carrier vesicleと呼ばれることもある。この用語は初期エンドソームから出芽して後期エンドソームへ融合する小胞を指して用いられていたが、現在ではこれら2つの区画間の移行は、小胞輸送ではなく成熟過程によって生じている可能性が高いことが示されている。
さまざまな種類のエンドソーム間の差異となる他の特徴としては、膜の脂質構成がある。きわめて重要な脂質型シグナル伝達分子の1つであるホスファチジルイノシトールリン酸（PIP）は、エンドソームが初期から後期へ成熟するにつれて変化することが知られている。細胞膜にはPI(4,5)P2、初期エンドソームにはPI(3)P、後期エンドソームにはPI(3,5)P2、トランスゴルジ網にはPI(4)Pが多く存在している。エンドソーム表面のこれらの脂質は細胞質基質からタンパク質を特異的にリクルートするために役立っている。これら脂質間の相互変換は、局在するホスホイノシチドキナーゼやホスファターゼの協働によって行われている。

## 経路

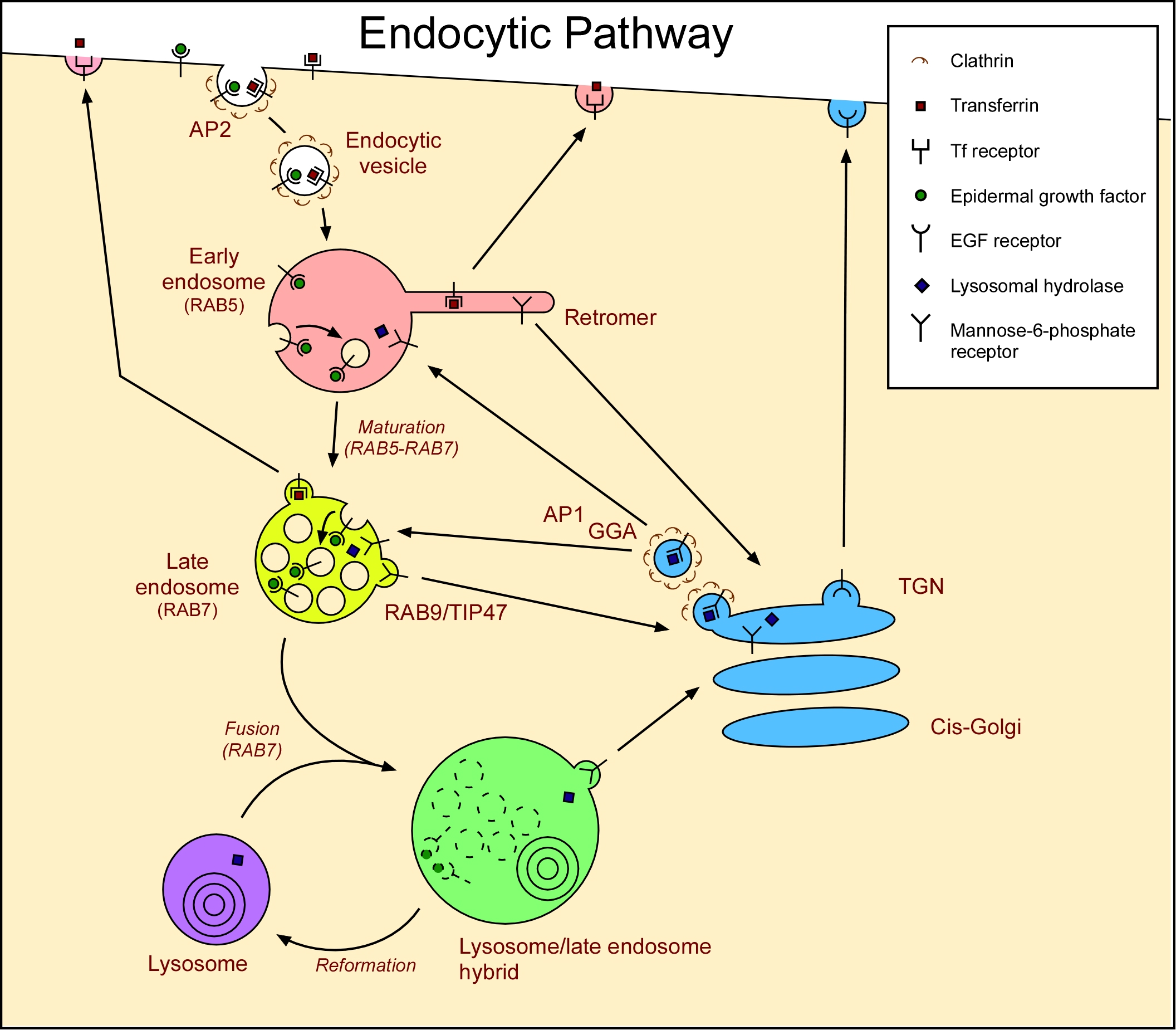
動物細胞においてエンドソームを行き交う経路の模式図。EGF受容体、トランスフェリン受容体、リソソーム加水分解酵素など、一部の経路に従う分子の例が示されている。リサイクリングエンドソームや、より特殊な細胞にみられる区画・経路は省略されている。

エンドソームを介した経路によって、ゴルジ体、細胞膜、リソソームという3つの主要な区画が連結されている。メラノサイトや極性細胞など特殊な細胞にはより多くの経路が存在する。一例として上皮細胞では、トランスサイトーシスと呼ばれる特殊な過程によって、一部の物質は細胞の片側から取り込まれ、細胞の反対側へ運び出される。また一部の環境では、後期エンドソームはリソソームではなく細胞膜と融合し、内腔の小胞がエクソソームの形で細胞外へ放出される。
輸送経路の正確な機構についてコンセンサスは得られておらず、特定の条件下で特定の積み荷がどのような順序をたどるのかは議論となることが多い。

### ゴルジ-エンドソーム間輸送
ゴルジ体とエンドソームの間では、小胞は双方向に輸送される。ゴルジ体では、GGAやAP-1といったクラスリン被覆小胞アダプタータンパク質によってエンドソームへの分子の輸送が可能となっている。反対方向の輸送については、ゴルジ体へ返送される分子を有する初期エンドソームにおいてレトロマーによって小胞が形成される。一部の研究では、RAB9やTIP47によって媒介される、後期エンドソームからゴルジ体へ向かう逆行性輸送経路が記載されているが、他の研究ではこの知見に異議が唱えられている。これらの経路に従う分子には、リソソーム加水分解酵素を輸送するマンノース-6-リン酸受容体が含まれる。加水分解酵素はエンドソームの酸性環境で放出され、受容体はレトロマーやRab9によってゴルジ体へ返送される。

### 細胞膜-エンドソーム間輸送
細胞膜から初期エンドソームへの分子の輸送はエンドサイトーシス小胞によって行われる。分子は受容体介在型エンドサイトーシスによってクラスリン被覆小胞へインターナリゼーションされる場合がある。細胞膜ではカベオリンを用いたものなど他の種類の小胞も形成される。小胞は細胞膜へ直接返送される場合もあるが、多くの分子はまずリサイクリングエンドソームへ融合する小胞へ輸送される。後者の返送経路をとる分子は、初期エンドソームの小管構造へ濃縮される。この経路をたどる分子には、LDL受容体やトランスフェリン受容体が含まれる。LDLを結合してインターナリゼーションされたLDL受容体はpHの低下によってエンドソーム内へLDLを放出し、受容体は細胞表面へ返送される。コレステロールは血中では主にLDLによって運搬されており、LDL受容体を介した輸送は細胞がコレステロールを取り込む主要な機構となっている。一方で、EGFを結合して活性化されたEGF受容体はインターナリゼーションに加えてリソソームでの自身の分解も刺激する。エンドソームへ送られたEGF受容体にはEGFが結合したままであり、活性化されたEGF受容体は自身に対するユビキチン化を刺激する。その結果、受容体は小胞内小胞へ移行し、細胞膜へ返送されることはない。この機構によってタンパク質のシグナル伝達領域は細胞質基質から除去され、継続的な成長刺激が防がれている。細胞がEGF刺激を受けていない場合にはEGF受容体はEGFを結合していないため、エンドソームへ送られても細胞膜へ返送される。トランスフェリン受容体の場合には、エンドソーム内でもトランスフェリンは受容体に結合したままであるが、エンドソームの酸性環境下でトランスフェリンから鉄が遊離し、鉄を結合していないトランスフェリンが受容体に結合したまま初期エンドソームから直接、もしくはリサイクリングエンドソームを介した経路の双方で細胞表面へ送られる。

### 後期エンドソームからリソソームへの輸送
後期エンドソームからリソソームへの輸送は本質的には一方向的であり、後期エンドソームはリソソームとの融合過程によって「消費」される（形成される構造はエンドリソソーム [endolysosome] とも呼ばれる）。したがって、エンドソーム内腔の可溶性分子は何らかの機構で回収されない限り、リソソームへ送られることとなる。膜貫通タンパク質はリソソームの周囲膜または内腔へ送達される。リソソーム内腔へ送られる膜貫通タンパク質はエンドソームの周囲膜から内腔へ出芽する小胞（小胞内小胞）へ選別され、この過程は初期エンドソームで開始される。エンドソーム内部に小胞を形成する過程は、後期エンドソーム、エンドリソソーム、リソソームのみにみられる特殊な脂質であるLBPA（BMP）によって促進されると考えられている。エンドソームが後期エンドソームへ成熟してリソソームと融合する際に、小胞内小胞はリソソームの内腔へ送達される。この経路へ向けられるタンパク質にはユビキチン化による標識がなされており、ESCRTはこのユビキチンを認識し、タンパク質を形成中の小胞内小胞へ選別する。これらの経路に従う分子には、LDLやマンノース-6-リン酸受容体によって送達されたリソソーム加水分解酵素が含まれる。また、EGFを結合したEGF受容体もユビキチン化標識がなされ、そのためESCRTによって小胞内小胞へ選別される。